# Исламский университет Азад (Горган)
Исламский университет Азад (Горган) (перс. دانشگاه آزاد اسلامی واحد گرگان‎ — Данэшга́х-э Азад Эслами Вахед Горган) — отделение Исламского университета Азад в городе Горган. В университете работают 107 преподавателей и обучаются около 6 тысяч студентов. Ректор с 2013 года — Хосейн Аджам Ноурузи.

## История
Университет был основан в 1987 году под руководством Абдола Гайюма Эбрахими.
В самом начале университет готовил студентов по трем специальностям - строительная инженерия, биология и агротехника. В самом начале училось всего 60 студентов. С тех пор, масштабы университета выросли во много раз. В данный момент в нём учатся 6 тысяч студентов по 48 специальностями под руководством 107 преподавателей.

## Преподавание
В настоящее время[когда?], в университете учатся 6 тысяч студентов 500 предметам по 48 специализациям. Каждый год выпускаются бакалавры и магистры. Средний класс состоит из 35 студентов.